# Double Rainbow (bài hát)
"Double Rainbow" là một bài hát được thu âm bởi nữ ca sĩ người Mỹ Katy Perry nằm trong album phòng thu thứ tư của cô, Prism (2013). Bài hát được đưa vào ở vị trí áp chót trong phiên bản tiêu chuẩn của album. Sau khi nghĩ ra tiêu đề của nó trong một lớp học yoga, Perry đã viết bài hát với Sia Furler và Greg Kurstin, những người cũng sản xuất bài hát này. Bài hát đề cập đến việc gặp gỡ ai đó và sống một "khoảnh khắc kỳ diệu" với người đó.
Sau khi phát hành, "Double Rainbow" đã nhận được những đánh giá trái chiều từ các nhà phê bình âm nhạc đương đại, họ đưa ra nhận xét về tiết tấu chậm rãi và vị trí của nó trong danh sách bài hát của Prism. Việc phát hành album cũng thúc đẩy lượt tải xuống kỹ thuật số, bao gồm cả "Double Rainbow". Sau đó bài hát đã ra mắt ở vị trí thứ 111 trên Gaon Download Chart với doanh số vượt quá 1.838 bản. Bài hát sau này đã được trình diễn trong chuyến lưu diễn năm 2013 của Perry, Prismatic World Tour.

## Bảng xếp hạng
| Bảng xếp hạng (2013)           | Vị trí cao nhất |
| ------------------------------ | --------------- |
| Hàn Quốc (Gaon Download Chart) | 111             |